# Тамаші (місто)
Тамаші (угор. Tamási) — місто в центрі Угорщині, в медьє Толна. Населення — 9626 жителів. Тамаші розташоване на перетині шосе Сексард — Шіофок і Дунауйварош — Печ, приблизно за 40 кілометрах на північний захід від столиці медьє — Сексарда і на такій же відстані на південний схід від узбережжя Балатона.